# Saison PIHA 2012
Navigation
2011 2013
La saison 2012 est la onzième saison de la Professional inline hockey association.
Les Suffolk Sting sont sacrés champions et remportent la coupe Founders (Founders Cup).